# Sean O'Casey

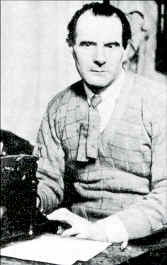
O'Casey in 1924

Sean O'Casey (Dublin, 30 maart 1880 – Devon, 18 september 1964) was een Iers toneelschrijver. Hij werd geboren in een protestantse familie in de binnenstad van Dublin, een van de armste gebieden in Europa in die tijd. Zijn vader overleed in 1886, en zijn moeder zorgde voor de grote familie. Sean O'Casey leed aan een pijnlijke oogaandoening, maar zijn liefde voor leren en lezen zorgden ervoor dat hij veel boeken las om zijn gemis aan opleiding goed te maken.
Nadat het Abbey Theatre in Dublin een aantal toneelstukken had afgekeurd, werd The Shadow of a Gunman, het eerste deel van een trilogie, er in 1923 opgevoerd. Het toneelstuk is gebaseerd op zijn ervaring van het leven onder Britse druk. De karakters die erin voorkomen zijn mensen uit de sloppenwijken die door hun rijke conversaties en kijk op het leven hun lot te boven kwamen. Het stuk bleek onmiddellijk populair.
Het tweede deel in de trilogie was Juno and the Paycock (1924), en behandelde eenzelfde thema. Het derde deel The Plough and the Stars (1926) is een stuk dat speelt tijdens de Paasopstand (een Ierse revolutie tegen de Britten). Ook hier is er een contrast tussen het romantische idealisme (Ierse legerofficier Jack Clitheroe) en de echte helden: de arme burgers voor wie het leven zwaar was. Het toneelstuk, dat het nationalisme bekritiseerde, was aanleiding voor een rel. 
O'Casey verhuisde naar Engeland na 1926, en brak met het Abbey Theatre toen de directeur, dichter William Butler Yeats, een anti-oorlogstuk The Silver Tassie (1928) afwees. In Engeland schreef hij een aantal andere toneelstukken, essays en theaterkritieken, maar zijn faam komt hoofdzakelijk voort uit de eerste toneelstukken - en dan met name Juno en Plough.
In zijn Autobiographies (1963), uitgebracht in zes delen tussen 1939 en 1954, beschrijft hij zijn persoonlijke indrukken van zijn leven - het is dus geen historische opsomming.
Hij overleed in 1964 in zijn huis in Devon, Engeland, aan een hartaanval.
- Bibsys: 90059793
- Biblioteca Nacional de España: XX1051203
- Bibliothèque nationale de France: cb120172199 (data)
- CiNii: DA02010592
- Gemeinsame Normdatei: 11858927X
- International Standard Name Identifier: 0000 0001 0870 131X
- Library of Congress Control Number: n79063153
- Nationale Bibliotheek van Letland: 000036998
- MusicBrainz: 421e1b8f-346d-417d-a990-92243776cd6a
- Bibliotheek van het Japanse parlement: 00621223
- Nationale Bibliotheek van Tsjechië: jn19990006214
- Nationale Bibliotheek van Israël: 987007266018205171
- Nationale Bibliotheek van Polen: a0000001181208
- Nederlandse Thesaurus van Auteursnamen: 068190115
- LIBRIS: 218921
- SNAC: w6s180gm
- Système universitaire de documentation: 028309820
- Trove: 937454
- Virtual International Authority File: 12319997
- WorldCat: E39PBJxGX6bhjXdKBjdRXhXWXd